# Brevicipitidae
Sous-famille
Synonymes
- Brevicipitinae Bonaparte, 1850
- Engystomidae Bonaparte, 1850

Les Brevicipitidae sont une famille d'amphibiens. Elle a été créée par Charles-Lucien Bonaparte (1803-1857) en 1850.

## Répartition
Les espèces de ses cinq genres se rencontrent en Afrique de l'Est et en Afrique australe.

## Liste des genres
Selon Amphibian Species of the World (19 novembre 2016) :
- Balebreviceps Largen & Drewes, 1989
- Breviceps Merrem, 1820
- Callulina Nieden, 1911
- Probreviceps Parker, 1931
- Spelaeophryne Ahl, 1924

## Publication originale
- Bonaparte, 1850 : Conspectus systematum Herpetologiae et amphibiologiae. Editio altera reformata.